# Короткомордые кенгуру
Короткомордые кенгуру, или опоссумные крысы (лат. Bettongia), — род сумчатых семейства Кенгуровые крысы (Potoroidae).

## Виды и распространение
В составе рода выделяются 5 видов:
- Короткомордый кенгуру (Bettongia gaimardi). Имеет два подвида:

- Bettongia gaimardi gaimardi. Вымерший подвид. Ранее был широкорастранён в юго-восточной части австралийского материка вплоть до юго-восточной части Квинсленда. Вымер примерно в 1920-х годах.
- Bettongia gaimardi cuniculus. Широкорастранён в восточной части Тасмании на высоте от 1000 м.

- Кистехвостый кенгуру (Bettongia lesueur). Вид ранее был широкораспространён в центральной, южной и юго-западной частях Австралии. В настоящее время в естественной природе вымер на континентальной части Австралии, встречаясь на некоторых прибрежных островах (Берниер и Дорр в заливе Шарк-Бей, а также остров Барроу в Западной Австралии). Интродуцирован на другие острова Западной Австралии, а также в некоторые заповедники материковой Австралии[4].
- Bettongia penicillata. Выделяются два подвида:

- Bettongia penicillata penicillata. Подвид ранее был распространён в юго-восточной части Австралии; в настоящее время считается вымершим.
- Bettongia penicillata ogilbyi. Встречается в ограниченном количестве в Западной Австралии.

- Bettongia tropica. Встречается в северо-восточной части штата Квинсленд[6].
- Bettongia pusilla. Вымерший вид. Известен по костным остаткам в Южной и Западной Австралии.

Короткомордые кенгуру — обитатели открытых ландшафтов. Селятся в лугах, вересковых пустошах, склерофитных лесах.

## Описание
Короткомордые кенгуру — небольшие животные. Длина тела от 280 до 450 мм, хвоста — 250 330 мм. Вес варьирует от 1,1 до 1,6 кг у вида Bettongia penicillata и от 1,2—2,25 кг у вида Bettongia gaimardi. Волосяной покров густой и мягкий. Спина бурого, серо-бурого, серого и тёмно-серого до светло-красного цвета, брюхо — серого или белого цвета. Носовое зеркало красноватого цвета. Уши укороченные и округлые. Хвост частично хватательный. Передние лапы короче задних. При передвижении используются только задние лапы.

## Образ жизни
Короткомордые кенгуру ведут наземный образ жизни. Активность приходится на ночь. Строят гнёзда (преимущественно из травы, иногда с использованием веток и коры), используя цепкий хвост. Вид Bettongia lesueur иногда сооружает большие норы, часто используя для этого кроличьи норы.

## Питание
Короткомордые кенгуру питаются преимущественно подземными частями травянистых растений. Имеются данные, что важное место в рационе составляют грибы, особенно для вида Bettongia gaimardi, обитающего в Тасмании.

## Воспроизводство
Сумка развита хорошо. У самок четыре соска. Самка приносит потомство раз в год. Беременность длится 22 дня. В помёте один детёныш, который остаётся при матери в сумке около 120 дней.